# Višnjeva
Višnjeva je naselje u Boki kotorskoj, u općini Kotor.	

## Zemljopisni položaj
Naselje je smješteno u mikroregiji Grbalj, u jugoistočnom dijelu oblasti Donji Grbalj. Modernom prometnicom je povezano s obližnjim mjestom Glavati, a istom se prometnicom stiže i do povijesne crkve Svetih Sergija i Vakha, kaja se nalazi istočno od središta sela. 

## Crkve u Višnjevi
- Crkva Svetih Sergija i Vakha
- Crkva Svete Gospođe[1]

## Stanovništvo

### Nacionalni sastav po popisu 2003.
- Srbi - 63
- Crnogorci - 40
- Neopredijeljeni - 20
- Ostali - 5

## Gospodarstvo
Kako i naziv mjesta sugerira, glavne gospodarske aktivnosti stanovnika usmjerene su na proizvodnju zdrave hrane, osobito voćnih i povrtnih kultura.